# Polia mortua
Polia mortua är en fjärilsart som beskrevs av Otto Staudinger 1888. Polia mortua ingår i släktet Polia och familjen nattflyn. Inga underarter finns listade i Catalogue of Life.